# Boltoniinae
Boltoniinae es una subtribu perteneciente a la subfamilia Asteroideae dentro de las asteráceas.

## Descripción
(La siguiente descripción se basa principalmente en el tipo Boltonia, el más grande de la subtribu, y el género Chloracantha )
Las plantas de este grupo alcanzan un tamaño de 30 a 250 cm de altura, con raíces rizomatosas o estoloníferas y tallos erectos con ramas ascendentes y laterales a menudo transformadas en espinas ( Chloracantha ). Las hojas a lo largo del tallo están dispuestas alternativamente, son sésiles y, a veces decurrentes, la lámina es de lanceolada a oblanceolata con márgenes dentados y la superficie glabra. Las inflorescencias están compuestas 10 a 100 cabezas por planta dispuestas de manera frondosa, en corimbos o panículas. La estructura de la cabeza es típico de la familia Asteraceae : el tallo sostiene una carcasa semiesférica compuesta de 30 a 55 escalas dispuestas en serie de 3-6 (4 a 5 series Chloracantha ) que sirven de protección para el receptáculo cónico / semiesférico desnudo (sin lana) donde se encuentran dos tipos de flores: 20 - 60 flores externas liguladas femeninas de color blanco o lila con segmentos elípticos lineales, y de 50 a 400 (20 a 70 en Chloracantha ) flores centrales tubulares hermafroditas de color amarillo con cinco lóbulos. Las escalas son lineales-oblanceoladas o espatuladas con márgenes membranosos (márgenes hialinos en Chloracantha ). Los frutos del género Boltonia son de aquenios y los de Chloracantha son fusiformes, cilíndricos y se comprime ligeramente con un vilano persistente de 30-60 cerdas dispuestas en 1-2 series.

## Distribución
Las especies de este grupo se solo se distribuyen en América.

## Géneros
La subtribu comprende 3 géneros con 7 especies.
- Batopilasia G.L. Nesom & Noyes, Sida (2000) (1 sp. =  Batopilasia byei (S.D. Sundb. &G.L.Nesom) G.L.Nesom & Noyes)
- Boltonia LHér. (1788) (5 spp.)
- Chloracantha G.L. Nesom, Y.B. Suh, D.R. Morgan, S.D. Sundb. & B.B. Simpson (1991) (1 sp. = Chloracantha spinosa (Benth.) G.L. Nesom)